# ۲-بوتوکسی‌اتانول
۲-بوتوکسی اتانول (به انگلیسی: 2-Butoxyethanol) همچنین با نام دیگر «بوتیل گلیکول» یک ترکیب شیمیایی است. شکل ظاهری این ترکیب، مایع بی‌رنگ است.

## خصوصیات
حلالیت قوی: حلالی بسیار قوی که هم در فاز آلی و هم در فاز آبی قابلیت حل شدن را دارد، چربی بر بوده و در شستشوی گریس، روغن و… کاربرد دارد. (حلال در روغن، گریس، آب، لاک، پارافین‌ها، رزین و…)
کاهش درجه انجماد:به علت دمای ذوب پایین در مواردی که احتیاج به ساخت محلولی با نقطه انجماد باشد کاربرد فراوان دارد.
تولید انبوه و ارزان:با افزایش روزافزون تولید و کاربردهای بسیار متنوع این محصول قیمت این ماده نسبت به سال‌های گذشته کاهش داشته‌است.

## کاربرد
به عنوان شستشو دهنده در محلول‌های لکه بر، چربی بر، پاک‌کننده جوهر، پاک‌کننده انژکتور کاربرد فراوان دارد.
استفاده در مکمل گازوئیل شرکت Diesel Kleen , Red Line به علت خواص حلالیت بالا و نقطه انجماد پایین و نقطه اشتعال مشابه دیزل و نقطه بالای خود اشتعالی به شکل همزمان. استفاده در تولید انواع ضدیخ، پاک‌کننده فلزات، تولید حلال جوهر چاپ و…